# Sonndorf (Gemeinde Burgschleinitz-Kühnring)
Sonndorf ist eine Ortschaft und eine Katastralgemeinde der Gemeinde Burgschleinitz-Kühnring im Bezirk Horn in Niederösterreich. Die Ortschaft hat 23 Einwohner (Stand 1. Jänner 2024). Bis Ende 1966 war Sonndorf eine eigenständige Gemeinde.

## Geschichte
Laut Adressbuch von Österreich war im Jahr 1938 in der Ortsgemeinde Sonndorf ein Landwirt mit Direktvertrieb ansässig.
Mit 1. Jänner 1967 wurden im Zuge der Niederösterreichischen Kommunalstrukturverbesserung die bis dahin selbständigen Gemeinden Burgschleinitz, Amelsdorf, Buttendorf, Kühnring, Matzelsdorf, Sachsendorf, Sonndorf und Zogelsdorf zu Burgschleinitz-Kühnring fusioniert.

## Siedlungsentwicklung
Zum Jahreswechsel 1979/1980 befanden sich in der Katastralgemeinde Sonndorf insgesamt 19 Bauflächen mit 11.002 m² und 21 Gärten auf 30.228 m², 1989/1990 gab es 26 Bauflächen. 1999/2000 war die Zahl der Bauflächen auf 32 angewachsen und 2009/2010 bestanden 35 Gebäude auf 65 Bauflächen.

## Bodennutzung
Die Katastralgemeinde ist landwirtschaftlich geprägt. 134 Hektar wurden zum Jahreswechsel 1979/1980 landwirtschaftlich genutzt und 97 Hektar waren forstwirtschaftlich geführte Waldflächen. 1999/2000 wurde auf 128 Hektar Landwirtschaft betrieben und 105 Hektar waren als forstwirtschaftlich genutzte Flächen ausgewiesen. Ende 2018 waren 114 Hektar als landwirtschaftliche Flächen genutzt und Forstwirtschaft wurde auf 109 Hektar betrieben. Die durchschnittliche Bodenklimazahl von Sonndorf beträgt 33,2 (Stand 2010).